# Vexilologie (zpravodaj)
Vexilologie je zpravodaj České vexilologické společnosti (ISSN 1211-2615) zaobírající se vexilologií, pomocnou vědou historickou, zabývající se vlajkami.

## Historie
První trojčíslo (Vexilologie 1–3) vyšlo (ještě černobíle, psané na stroji) jako příloha třetího čísla pátého ročníku zpravodaje Heraldika, bulletinu pro základní historické vědy, v září roku 1972. Do roku 2005 byl zpravodaj Vexilologického klubu v Praze 3, poté byl klub přejmenován na Českou vexilologickou společnost.
Sté číslo zpravodaje vyšlo v květnu 1996. První číslo s barevnou obálkou bylo č. 145 (červen 2007), následující číslo již mělo barevnou i přílohu. Starší čísla zpravodaje (v březnu 2023 do čísla 182 z prosince 2016) jsou dostupná ve formátu pdf. Členové ČVS dostávají (po zaplacení členského příspěvku) čtyři čísla zpravodaje ročně.
Historický ústav Akademie věd pokračuje v excerpci zpravodaje a nejvýznamnější texty ukládá do Bibliografie dějin Českých zemí. V roce 2020 jsou rozepsána čísla 103–197 a plánuje se propojení bibliografického záznamu s plným textem.

## Redaktoři
Redaktory jsou přední čeští vexilologové. Redakční radu tvoří od Vexilologie č. 208:
- Ing. Petr Holas, předseda redakční rady a výkonný redaktor
- Ing. Aleš Brožek
- Ing. Petr Exner
- František Hep
- Josef Hubka
- Kryštof Huk
- PhDr. Zbyšek Svoboda
- Ing. Jan Vereščák